# Cerbera
Genre
Classification phylogénétique
Cerbera est un genre de plantes à fleurs de la famille des Apocynacées. Il regroupe des espèces d'arbres originaires de l'Asie et de l'Océanie. Les fruits de certaines espèces sont hautement toxiques.

## Liste des espèces
- Cerbera dumicola P.I.Forst.
- Cerbera floribunda K. Schum.
- Cerbera inflata S.T.Blake
- Cerbera lactaria Buch.-Ham. ex D. Dietrich (synonym de Cerbera manghas L.)
- Cerbera manghas L.
- Cerbera odollam Gaertner